# Příbuzní (hudební skupina)
Příbuzní je česká hudební folková skupina hrající písně Bratří Nedvědů, skupiny Spirituál Kvintet, Brontosaurů, ale i autorské písně.

## Členové
- Jan Nedvěd ml. - zpěv, kytara
- Vojta Nedvěd - zpěv, 12strunná kytara
- Hanka Šebestová - zpěv
- Jindřich Koníř[3] - klávesy, bicí
- Milan Plechatý - baskytara
- Láďa Zvak - kontrabas[4]
- Jan Oršulík - zpěv, kytara,12strunná kytara
- Jiří Oršulík -zpěv, baskytara
- Daniel Oršulík - bicí, perkuse

## Diskografie
- 1994 Hrnek - Popron Music, MC, CD [5]
- 1995 Zvonění - Popron Music, MC ,CD[6]
- 1997 Schránka
- 1998 Malůvky - BMG Ariola, CD
- 2003 Podzimní bál - Universal Music, CD[7][8]